# Alix (Alberta)
Pour les articles homonymes, voir Alix.
Alix est un village (village) du Comté de Lacombe, situé dans la province canadienne de l'Alberta.

## Démographie
En tant que localité désignée dans le recensement de 2011, Alix a une population de 830 habitants dans 355 de ses 388 logements, soit une variation de -2.5% avec la population de 2006. Avec une superficie de 3,150 8 km2, village possède une densité de population de 263,425 2 hab/km2 en 2011.
Concernant le recensement de 2006, Alix abritait 851 habitants dans 347 de ses 355 logements. Avec une superficie de 3,150 8 km2, village possédait une densité de population de 270,1 hab/km2 en 2006.
| 2001 | 2006 | 2011 | 2016 |
| ---- | ---- | ---- | ---- |
| 825  | 851  | 830  | 734  |